# John Petherick
Pour les articles homonymes, voir Petherick.
John Petherick (Glamorganshire, 1813-Londres, 15 juillet 1882) est un explorateur britannique, consul britannique au Soudan de 1861 à 1864.

## Biographie

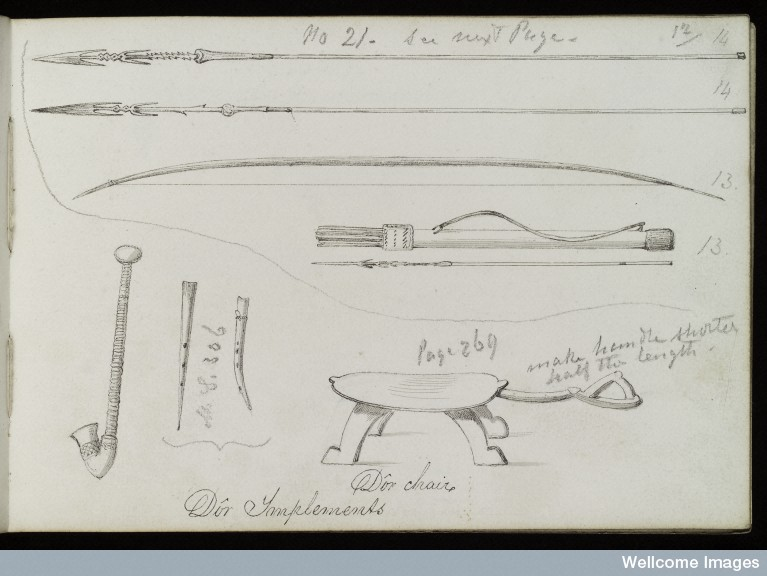
Catalogage des objets africains par John Petherick

Ingénieur des mines, il entre en 1845 au service de Méhémet Ali et cherche en vain du charbon en Haute-Égypte et en Nubie. En 1848, il quitte Méhémet Ali et s'établit à El Obeid comme commerçant, principalement en gomme arabique et comme agent du consulat pour le Soudan. 
Marchand d'ivoire à Khartoum (1853), il découvre en 1855 le Bahr-el-Ghazal qu'il explore en 1862-1863. Il pénètre dans le pays des Niam-Niams (1858) et relève de nombreuses espèces d'histoire naturelle.
De retour en Angleterre en 1859, il y rencontre John Hanning Speke en préparation pour son expédition sur le Nil, se marie et publie un compte rendu de ses voyages. Il revient au Soudan en 1861 avec son épouse et est nommé Consul. Il est alors chargé par la Royal Geographical Society de faire établir à Gondokoro des magasins de secours pour les capitaines Speke et Grant.
Il remonte ainsi avec son épouse le Nil jusqu’à Gondokoro et voyage de nouveau dans le Bahr-el-Ghazal, y faisant d'importantes collectes de plantes et de poissons avant de revenir à Gondokoro (février 1863), quatre jours après l'arrivée de Speke qui l'accuse alors publiquement d'avoir manqué à son engagement. 
Petherick est aussi mis en cause par Speke et les membres de la communauté blanche de Khartoum pour son implication dans le commerce des esclaves. Bien qu'ayant eu des rapports avec les esclavagistes, il s'est avéré que Petherick tenta bien de perturber le commerce des esclaves. En 1864, en raison de la complexité de la situation, John Russell décide de lui retirer ses fonctions de consul. 
Sa réputation et ses finances gravement endommagés, il décide de revenir en Angleterre (1865) et publie en 1869 Travels in Central Africa and Explorations of the Western Nile Tributaries où il explique en détail la controverse avec Speke.

## Publications
- 1861 : Egypt, the Soudan and Central Africa with explorations from Khartoum on the White Nile to the regions of the equator, Édimbourg et Londres.
- 1869 : avec B.H. Petherick, Travels in Central Africa with explorations of the western Nile tibutaries, Londres, 2 vols.